# Nick Hysong
Nick Hysong (Arizona, Estados Unidos, 9 de diciembre de 1971) es un atleta estadounidense, especialista en la prueba de salto con pértiga, en la que ha logrado ser campeón olímpico en 2000.

## Carrera deportiva
En los JJ. OO. de Sídney 2000 ganó la medalla de oro en salto con pértiga, quedando por delante de su compatriota Lawrence Johnson y del ruso Maksim Tarasov.
Al año siguiente, en el Mundial de Edmonton 2001 ganó la medalla de bronce en la misma prueba, con un salto de 5.85 metros, tras el australiano Dmitri Markov —que saltando los 6.05 m consiguió el récord de los campeonatos— y el israelí Aleksandr Averbukh que también salto 5.85 m, pero en menos intentos.